# Eukairit
Eukairit, veraltet auch als Selenkupfersilber bekannt, ist ein selten vorkommendes Mineral aus der Mineralklasse der „Sulfide und Sulfosalze“ mit der chemischen Zusammensetzung CuAgSe, besteht also zu gleichen Teilen aus Kupfer, Silber und Selen. Das Mineral gehört damit zu den mit den Sulfiden verwandten Seleniden.
Eukairit kristallisiert im orthorhombischen Kristallsystem, entwickelt aber keine mit bloßem Auge sichtbaren Kristalle. Meist findet er sich in Form von körnigen Massen oder in einer Grundmasse (Matrix) eingesprengten Bläschen. Das Mineral ist in jeder Form undurchsichtig (opak) und hat in frischen Proben eine zinnweiße bis cremeweiße, metallisch glänzende Farbe. Nach einiger Zeit laufen Eukairitproben orange bis braun an.

## Etymologie und Geschichte

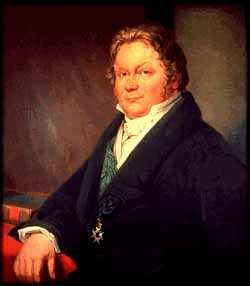
Jöns Jakob Berzelius, der Erstbeschreiber des Eukairits

Erstmals entdeckt wurde Eukairit in der Grube „Skrikerum“ bei Valdemarsvik in der schwedischen Provinz Östergötlands län (ehemals Östergötland). Beschrieben wurde das Mineral erstmals 1818 durch Jöns Jakob Berzelius. Er benannte es nach dem griechischen Wort εὔκαιρος eukairos für „zur rechten Zeit“, da dieser Mineralfund für seine Forschungen zur Entdeckung des Elements Selen denkbar günstig kam.

## Klassifikation
In der veralteten 8. Auflage der Mineralsystematik nach Strunz gehörte der Eukairit zur Mineralklasse der „Sulfide und Sulfosalze“ und dort zur Abteilung „Sulfide etc. mit M : S > 1 : 1“, wo er gemeinsam mit Chalkothallit, Crookesit, Jalpait, Mckinstryit und Stromeyerit in der „Stromeyerit-Eukairit-Gruppe“ mit der Systemnummer II/A.04 steht.
In der zuletzt 2018 überarbeiteten Lapis-Systematik nach Stefan Weiß, die formal auf der alten Systematik von Karl Hugo Strunz in der 8. Auflage basiert, erhielt das Mineral die System- und Mineralnummer II/B.06-040. Dies entspricht der Klasse der „Sulfide und Sulfosalze“ und dort der Abteilung „Sulfide, Selenide und Telluride mit dem Stoffmengenverhältnis Metall : S,Se,Te > 1 : 1“, wo Eukairit zusammen mit Brodtkorbit, Henryit, Imiterit, Jalpait, Mckinstryit, Selenojalpait und Stromeyerit eine unbenannte Gruppe mit der Systemnummer II/B.06 bildet.
Die von der International Mineralogical Association (IMA) zuletzt 2009 aktualisierte 9. Auflage der Strunz’schen Mineralsystematik ordnet den Eukairit in die Klasse der „Sulfide und Sulfosalze (Sulfide, Selenide, Telluride, Arsenide, Antimonide, Bismutide, Sulfarsenide, Sulfantimonide, Sulfbismutide)“ und dort in die Abteilung „Metallsulfide, M : S > 1 : 1 (hauptsächlich 2 : 1)“ ein. Hier ist das Mineral in der Unterabteilung „mit Kupfer (Cu), Silber (Ag), Gold (Au)“ zu finden, wo es als einziges Mitglied eine unbenannte Gruppe mit der Systemnummer 2.BA.25d bildet.
In der vorwiegend im englischen Sprachraum gebräuchlichen Systematik der Minerale nach Dana hat Eukairit die System- und Mineralnummer 02.04.06.02. Das entspricht der Klasse der „Sulfide und Sulfosalze“ und dort der Abteilung „Sulfidminerale“. Hier findet er sich innerhalb der Unterabteilung „Sulfide – einschließlich Seleniden und Telluriden – mit der Zusammensetzung AmBnXp, mit (m+n):p=2:1“ in der „Stromeyeritgruppe“, in der auch Stromeyerit eingeordnet ist.

## Kristallstruktur
Eukairit kristallisiert orthorhombisch in der Raumgruppe Pmmn (Raumgruppen-Nr. 59) mit den Gitterparametern a = 4,10 Å; b = 20,35 Å und c = 6,31 Å sowie 10 Formeleinheiten pro Elementarzelle.

## Eigenschaften
Vor dem Lötrohr schmilzt Eukairit unter starker Geruchsbildung nach Selen (ähnlich Knoblauch oder verrottendem Rettich) zu einem grauen und weichen, jedoch nicht geschmeidigen Metallkorn.

## Bildung und Fundorte
Eukairit bildet sich überwiegend in hydrothermalen Selen-Lagerstätten. Als Begleitminerale können neben anderen Selen-Mineralen wie Berzelianit, Chalkomenit, Clausthalit, Crookesit, Klockmannit, Tiemannit und Umangit unter anderem noch Calcit, Malachit und Weissit.
Als seltene Mineralbildung konnte Eukairit nur an wenigen Fundorten nachgewiesen werden, wobei bisher (Stand 2016) rund 60 Fundorte als bekannt gelten. Seine Typlokalität-Grube Skrikerum in Östergötland ist dabei der bisher einzige bekannte Fundort in Schweden.
In Deutschland fand man das Mineral unter anderem in der Grube Weintraube bei Lerbach, den Trogtal Steinbrüchen bei Lautenthal und in der Grube Roter Bär bei Sankt Andreasberg in Niedersachsen; bei Tilkerode (Abberode) in Niedersachsen und im Schacht 371 des Bezirks Schlema-Hartenstein in Sachsen.
Weitere Fundorte liegen unter anderem in Argentinien, Australien, Bulgarien, Chile, China, Frankreich, Grönland, Kanada, Norwegen, Polen, Rumänien, Tschechien, Usbekistan, im Vereinigten Königreich (England) und den Vereinigten Staaten von Amerika (Colorado, Nevada, Utah).